# Leopoldo Lugones
Leopoldo Lugones, född 13 juni 1874 i Villa María del Río Seco, död 18 februari 1938, var en argentinsk poet och prosaförfattare. Han var Argentinas mest betydande tidiga modernistpoet. Hans modernistiska uttryck var mer radikalt än det som fanns inom den latinamerikanska modernismo-rörelsen och kulminerade med diktsamlingen Lunario sentimental från 1907. Efter detta rörde han sig gradvis mot mer traditionella former och ämnesval. Utöver poesi skrev han novellsamlingar, essäer, artiklar och sakprosa inom ett stort antal ämnen.
Politiskt sympatiserade han i ungdomen med anarkism och socialism, men utvecklade med åldern ultrakonservativa ståndpunkter nära angränsande till fascism. Han deltog i statskuppen i Argentina 1930.
Jorge Luis Borges och Betina Edelberg författade biografin Leopolde Lugones som gavs ut 1955.